# Kaino Lempinen
Kaino Lempinen   (Masku, 8 de febrer de 1921 - Turku, 13 de setembre de 2003) va ser un gimnasta artístic finlandès que va competir durant les dècades de 1940 i 1950.
El 1952 va prendre part en els Jocs Olímpics d'Estiu de Hèlsinki, on disputà vuit proves del programa de gimnàstica. Guanyà la medalla de bronze en el concurs complet per equips, mentre en la resta de proves finalitzà en posicions força endarrerides.
En el seu palmarès també destaca una medalla de plata en el concurs complet per equips al Campionat del Món de gimnàstica artística de 1950 i setze campionats nacionals.